# 合姓
合姓，较为罕见的一个姓氏。汉族、回族、彝族和傈僳族均有该姓氏的使用，主要分布在山西太原、晋城，新疆塔城，广东吴川，广西灌阳，云南丘北、通海等地。

## 源流
合姓最早见于唐朝的《元和姓纂》。在宋朝《通志》、《古今姓氏书辨证》，明朝《万姓统谱》，清朝《續通志》、《清朝通志》等典籍中均有记载。
《元和姓纂·卷十》记载“合，左传宋大夫合左師之後向戌也”。向戌为春秋时的宋国大夫，子姓，曾但任宋国左师，食邑在合（汉置合乡县，今山东省枣庄市山亭区），后世子孙有以邑为氏而称“合”姓的。
回族中的合姓，来自于教名“阿合麦德”（即艾哈迈德），取该名的第二字为姓，后代中有改姓为“何”的。据《河西合氏宗谱》及《续云南通志考》记载，云南河西的合姓家族是赛典赤·赡思丁次子哈散的后裔，自哈散曾孙哈政举开始改姓为合。《清朝通志·氏族略》中有记载的雍正丁未進士合揆即为云南回族，是赡思丁的十一世孙。

## 人口
依據中華民國內政部2018年10月出版的《全國姓名統計分析》，合姓在台湾各个姓氏中排1096名，人口不足10人。根据中华人民共和国公安部户政管理研究中心依托中国全国人口信息管理系统，对全国户籍人口（不含港澳台地区）的姓氏、名字和新生儿姓名用字等情况进行统计分析形成的年度全国姓名报告，合姓不在2020年度姓氏户籍人口数量排名的前一百名。根据中华人民共和国第四次全国人口普查统计，山西省有合姓107人，其中临汾市2人，洪洞县1人。

## 备注
1. ↑  一作“向戍”[1]